# Albin Hugo Liebisch
Albin Hugo Liebisch (26. července 1888 Rumburk – 9. listopadu 1965 Pasov) byl česko-německý konstruktér a podnikatel.

## Život
V roce 1894 se s rodinou odstěhoval do Krásné Lípy. Vyučil se u Reinholda Maie, výrobce a prodejce šicích strojů, bicyklů a motocyklů ve Varnsdorfu. V devatenácti letech odešel do Německa, kde se živil jako řidič ve Wiesbadenu a Buchenau a kde se také seznámil se svou pozdější manželkou Hermínou. Z manželství se jim narodil syn Albin Richard.
Za doby 1. světové války působil u střeleckému pluku č. 9 v Litoměřicích, s nímž bojoval na ruské frontě, kde byl v roce 1915 raněn a poté se již do bojů zapojit nemusel. V letech 1916 až 1918 pracoval v kopřivnické automobilce. Na počátku 20. let se vrátil do Krásné Lípy a pracoval v servisu Alfreda Hielleho. Prototyp vlastního motocyklu vyrobil v letech 1922 až 1924.
Od roku 1925 vyráběl ve své dílně v Krásné Lípě jedinečné motocykly pro český trh pod názvem Čechie a pro německý trh Böhmerland. Osazeny byly motorem vlastní konstrukce, zpočátku o výkonu 16, poté 24 koní. Základní provedení měřilo 3,17 metru, neboť motocykl měl být alternativou automobilu. Za řidičem byla lavice pro 2 pasažéry a další mohl sedět v postranním vozíku. U jednoho z modelů mohli sedět čtyři lidé za sebou.
Zpočátku vyráběl motocykly na zakázku, ale v roce 1931 pro velký zájem již přešel na jejich sériovou výrobu v Kunraticích u Šluknova. Vyrábělo se 5 základních typů, a to až do počátku 2. světové války v roce 1939. Ve své době šlo o velice atraktivní motocykly, navíc cenově srovnatelné s jinými výrobci, které si získaly oblibu i mezi sportovními jezdci. Drží také prvenství za litá kola na motocyklu, která vyráběl jako první na světě.
Připojení Sudet k Třetí říši znamenalo pro Liebische stejně jako pro řadu dalších drobných sudetských podnikatelů ekonomické problémy – přišli o odbyt ve zbytku území Československa a současně neměli možnost uchytit se na německém trhu. V roce 1939 tak musel výrobu motocyklů ukončit a přeorientovat podnik na výrobu půdních fréz. Následně se podnik stal součástí válečné výroby. Po válce byl spolu se synem před odsunem internován v táboře v Rabštejně u České Kamenice.
Po válce byl spolu se synem odsunut do Německa. Odstěhovali se k příbuzným do Pasova, kde Albin Hugo také v zapomenutí zemřel.